# Das politische Buch
Das politische Buch (tr. aprox. Cartea politică) este un premiu conferit de Fundația Friedrich Ebert pentru promovarea publicațiilor pe teme politice. Fundația social-democrată decernează din anul 1982 premiul, care este dotat cu o sumă de 10.000 de euro. Printre laureați au fost Mihail Gorbaciov, Timothy Garton Ash, Thomas Piketty, Václav Havel, Helmut Schmidt și Svetlana Alexievici.